# Fütyülő szuharbújó
A fütyülő szuharbújó (Cisticola lateralis) a madarak osztályának verébalakúak (Passeriformes) rendjébe, azon belül pedig a szuharbújófélék családjába tartozó faj.

## Rendszerezése
A fajt Louis Fraser brit zoológus írta le 1843-ban, a Drymoeca nembe Drymoica lateralis néven.

## Alfajai
- Cisticola lateralis antinorii (Heuglin, 1867)
- Cisticola lateralis lateralis (Fraser, 1843)
- Cisticola lateralis modestus (Bocage, 1880)[2]

## Előfordulása
Afrika nyugati és középső részén, Angola, Benin, Bissau-Guinea, Burundi,
Dél-Szudán, Elefántcsontpart, Gabon, Gambia, Ghána, Guinea, Kamerun, Kenya, a Kongói Demokratikus Köztársaság, a Kongói Köztársaság, a Közép-afrikai Köztársaság, Libéria, Mali, Nigéria, Szenegál, Sierra Leone, Szudán, Togo, Uganda, Zambia területeken honos. 
Természetes élőhelyei a szubtrópusi vagy trópusi száraz gyepek és szavannák, valamint ültetvények, szántóföldek és másodlagos erdők. Állandó, nem vonuló faj.

## Megjelenése
Testhossza 16 centiméter, testtömege 12-21 gramm.

## Természetvédelmi helyzete
Az elterjedési területe rendkívül nagy, egyedszáma pedig stabil. A Természetvédelmi Világszövetség Vörös listáján nem fenyegetett fajként szerepel.